# Nephodia folla
Nephodia folla là một loài bướm đêm trong họ Geometridae.